# Lennox Berkeley
Lennox Randal Francis Berkeley (Oxford, 12 maggio 1903 – Londra, 26 dicembre 1989) è stato un compositore inglese.

## Biografia
Nato ad Oxford, studiò alla Gresham's School e al Merton College. Nel 1927 si trasferì a Parigi dove venne in contatto con Arthur Honegger, Igor' Fëdorovič Stravinskij e 
Darius Milhaud e dove studiò composizione con Nadia Boulanger; l'influenza della musica francese sarebbe stata in seguito molto profonda nelle sue opere. Durante gli anni della Seconda guerra mondiale lavorò alla BBC e divenne più tardi presidente della Performin Rights Society. Nel 1946 divenne professore di composizione alla Royal Academy of Music di Londra e operò in seno all'istituzione fino al 1968: tra i suoi allievi vi furono
John Tavener, David Bedford e Richard Rodney Bennett. Collaborò proficuamente per 
molti lavori con il collega Benjamin Britten. Nel 1974 fu nominato baronetto per
i suoi meriti artistici.

## Lo stile
Nelle opere più tarde Berkeley adottò la dodecafonia, tecnica che conferì alle sue composizioni un'atmosfera alquanto cupa.

## Opere significative
- Serenata per archi (1939)
- Divertimento per orchestra (1943)
- Quattro poesie di Santa Teresa d'Avila per contralto e orchestra (1947)
- Trio per corno, violino e pianoforte (1953)
- Missa brevis per coro e organo (1960)
- Partita per orchestra da camera (1965)
- Windsor Variations per orchestra da camera (1969)
- Hymn for Shakespeare's Birthday per coro misto e organo (1972)
- Quintetto per pianoforte e fiati (1975)
- Mazurka per pianoforte (1982)